# Martin Chivers
Martin Harcourt Chivers (Southampton, 27 april 1945) was een Engelse profvoetballer in de jaren 60 en 70. Zijn grootste triomfen vierde hij in dienst van Tottenham Hotspur.

## Carrière

### Southampton
Martin Chivers schreef zich in bij de voetbalclub uit zijn woonplaats, Southampton, en mocht laten zien wat hij kon. Hij speelde heel kort in de jeugdopleiding van de club (die toen CPC Sports heette) en tekende zijn eerste profcontract bij de club in september 1962. Op 8 september van dat jaar maakte hij op 17-jarige leeftijd zijn debuut tegen Charlton Athletic. Een halfjaar later (6 april 1963, in de met 4-1 verloren wedstrijd tegen Newcastle United maakte hij de eerste goal in zijn carrière.
In 1963/64 werd Chivers basisspeler bij zijn club en werd direct clubtopscorer, samen met Terry Paine (beiden 21 goals). Een jaar later was hij wederom goed en maakte hij 17 goals in 39 wedstrijden. Met de club ging het minder goed. Southampton probeerde te promoveren, maar in de laatste twee seizoenen eindigde de club respectievelijk vierde en vijfde.
In 1965/66 speelde Chivers weer een belangrijke rol toen de club eindelijk promoveerde naar de First Division. Chivers maakte 30 goals in 39 wedstrijden en de club eindigde als tweede in de competitie. Opmerkelijk was dat Chivers zijn dertig goals maakte in zijn eerste 29 wedstrijden van het seizoen en na februari geen enkele goal meer maakte.
Toen de club eenmaal gepromoveerd was haalde men Ron Davies als nieuwe spits en belandde Martin Chivers op de bank. Hij maakte toch nog 14 goals in het seizoen dat volgde en een jaar later maakte hij er weer 'gewoon' 13. Toch begon Chivers zich minder gelukkig te voelen bij Southampton en tevens begonnen de topclubs op hem te jagen. Aangezien Southampton Mick Channon als vervanger op het oog had, mocht Chivers wel vertrekken van de club.
In januari 1968 haalde Bill Nicholson Chivers naar het destijds grote Tottenham Hotspur. Hij werd gekocht voor 125.000 pond (destijds een nieuw record) en tevens werd Frank Saul in de deal betrokken en hij vertrok van Tottenham naar Southampton.
Tijdens zijn periode bij Southampton speelde Chivers 12 wedstrijden voor Engeland onder 23. Hij maakte 106 goals in 190 wedstrijden en werd de eerste speler ooit die als invaller scoorde voor de club.

### Tottenham Hotspur
Tijdens zijn debuut voor de Spurs (tegen Sheffield Wednesday in januari 1968) scoorde Chivers meteen, maar toch was hij niet gelukkig tijdens zijn beginperiode bij de club. Tottenham had de legendarische Jimmy Greaves en Alan Gilzean in de spits en deze spelers kregen de voorkeur boven de jonge Chivers.
In 1970 kwam Chivers dan toch in de basis te staan nadat Greaves verkocht werd aan West Ham United. Dat seizoen (1970/71) was het begin van een aantal gouden jaren voor Martin Chivers. Hij speelde 58 wedstrijden in één seizoen en scoorde daarin 34 keer, waarvan 21 in de competitie en twee in de finale van de League Cup. Ook maakte hij dat seizoen zijn debuut voor Engeland en hij scoorde meteen tijdens de wedstrijd tegen Griekenland (3-0).
Een seizoen later speelde Chivers nog beter. Hij scoorde 44 goals in 64 wedstrijden. In de UEFA Cup scoorde Chivers ook (8 keer in 11 wedstrijden) en maakte hij een hattrick in de met 9-0 gewonnen wedstrijd tegen Keflavik ÍF. In de finale scoorde hij ook nog eens twee keer.
Chivers ontwikkelde zich tot een doelpuntenmachine. In 1972/73 speelde hij 61 wedstrijden en maakte hij 33 goals. In de UEFA Cup haalde de club de halve finale en Chivers scoorde acht goals in tien wedstrijden. In oktober 1973 speelde Chivers zijn laatste interland voor Engeland. Hij maakte dat jaar zes goals voor zijn land, maar werd een van de slachtoffers toen Engeland zich niet plaatste voor het WK van 1974. Hij werd na de wedstrijd tegen Polen (waarin Engeland definitief werd uitgeschakeld) niet meer opgeroepen door de bondscoach.
In 1974 plaatste Tottenham zich opnieuw voor de finale van de UEFA Cup. Chivers scoorde dat toernooi zes keer, maar de finale werd verloren van Feyenoord. Het was de eerste keer in de geschiedenis dat Tottenham Hotspur een grote finale verloor. Vanwege blessures speelde Chivers dat seizoen weinig (28 wedstrijden, 10 goals). Hij speelde in dat jaar ook zijn laatste wedstrijd voor Bill Nicholson, de trainer die hem naar Londen had gehaald.
1975/76 Werd het laatste seizoen bij de Spurs voor Chivers. Hij had moeite om het net te vinden en het team werd ook steeds zwakker. Chivers speelde 37 wedstrijden waarin hij slechts negen keer scoorde en na het seizoen vertrok hij naar Servette uit Zwitserland. Deze club betaalde 80.000 pond voor Chivers.
In acht en een half jaar bij de Spurs speelde Chivers 367 officiële wedstrijden, waarin hij 174 goals maakte. Hij is nu nog steeds Europees topscorer aller tijden van de club (22 goals in 32 wedstrijden) en speelde tijdens zijn periode bij Tottenham 24 interlands waarin hij 13 keer scoorde.
Na Tottenham Hotspur ging het bergafwaarts met de carrière van Chivers. Hij speelde bijna nooit bij achtereenvolgens Servette, Norwich City en Brighton.

## Na zijn carrière
Nadat Chivers was gestopt met het spelen van professioneel voetbal werd hij nog manager van verschillende clubs in Engeland en Noorwegen. Hij werd ook nog radiocommentator op BBC Radio en is eigenaar van een hotel en een restaurant in Hertfordshire.

## Erelijst
- Southampton
  - Division Two: Runner-up in 1965/66
- Tottenham Hotspur
  - League Cup: 1971 en 1973
  - UEFA Cup: 1972
- Servette FC
  - Beste buitenlander in Zwitserland: 1978